# کنجی (دوره)
کنجی (به ژاپنی: 建治 Kenji)؛ نام یک عصر تاریخی ژاپنی (نِنگُو) بود. این عصر بعد از بونئی و قبل از کوآن (دوره) قرار داشت و از آوریل ۱۲۷۵ تا فوریه ۱۲۷۸ میلادی به طول انجامید. در طی این عصر امپراتور گو-اودا امپراتور ژاپن بود.